# 53e régiment d’infanterie

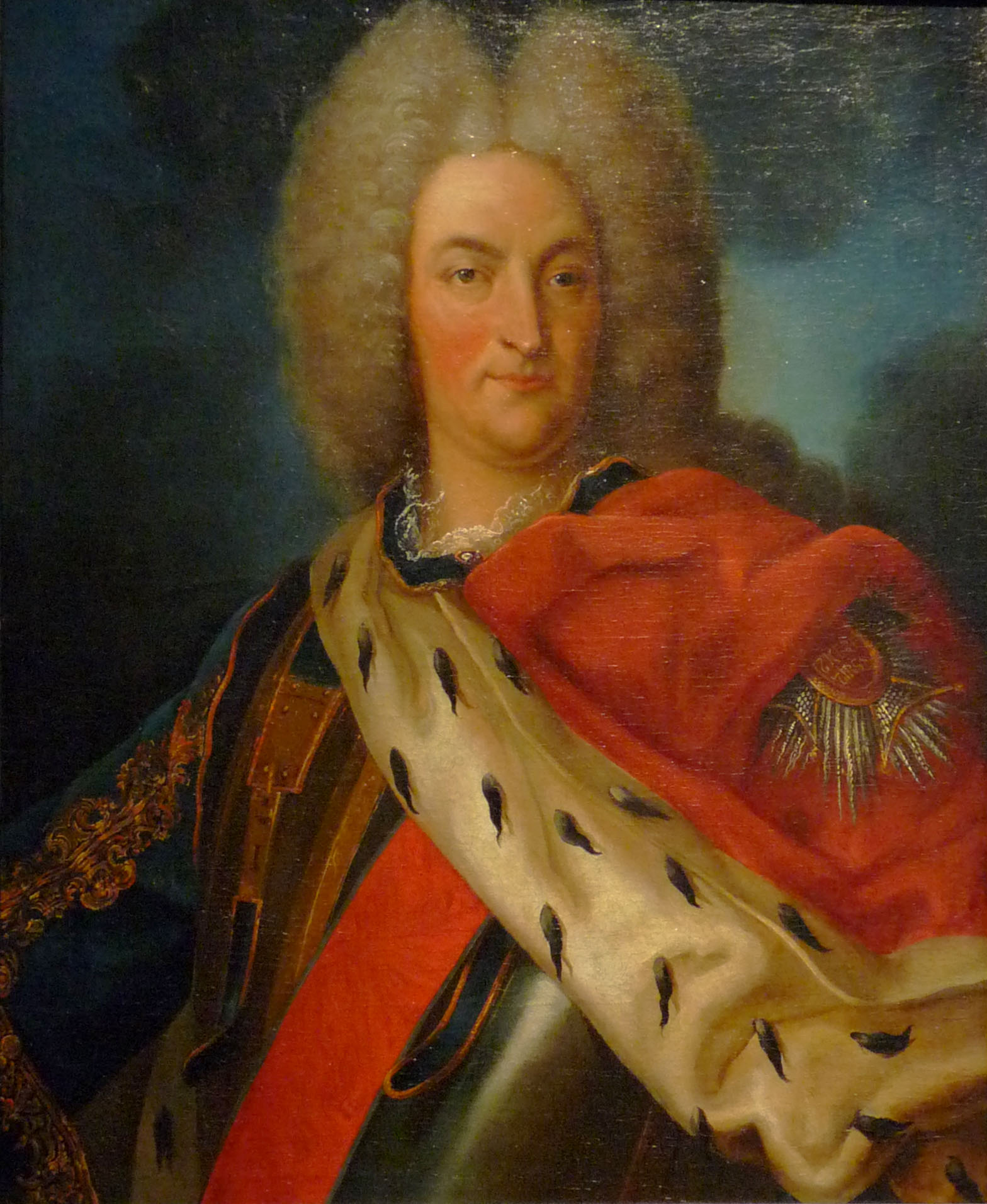
Christian III. von Zweibrücken-Birkenfeld, Regimentsinhaber 1696.

Das 53e régiment d’infanterie, zeitweilig auch 53e régiment d’infanterie de ligne, war ein aus Ausländern bestehendes Fremdenregiment (Régiment étrangère) der Französischen Armee.

## Aufstellung und signifikante Änderungen
Vor der Einführung der Nummerierung der Regimenter am 1. Januar 1791 führte es in der königlich französischen Armee zuletzt den Namen Régiment d’Alsace.
Da das Regiment nach einer Region und nicht nach seinem Inhaber benannt war, änderte sich der Name bis zur französischen Revolution nicht.
- Mai 1656: Aufstellung des Regiments als Régiment d’Alsace, es war ein sogenanntes „Deutsches Regiment“  (Régiment allemand) und bestand hauptsächlich aus Deutschen, bzw. deutschsprachigen Soldaten.
- 1760: Das deutsche „Régiment de Bergh“ wurde eingegliedert
- 26. April 1775: Das 3. Bataillon wurde zur Aufstellung eines 2. Bataillons an das Régiment de Bouillon abgegeben.
- 1. Januar 1791: Umbenennung in 53e régiment d’infanterie de ligne
- 16. Juni 1795: Das 1. Bataillon wurde durch Aufstockung zur 105e demi-brigade d’infanterie de bataille
  - Das 2. Bataillon wurde mit Teilen von Kolonial-Regimentern aus Cayenne verschmolzen und bildete die  106e demi-brigade d’infanterie de bataille
- 1870: Aus Teilen  des Regiments wurde ein  Reserveregiment, das (Régiment de marche), das „53e régiment de marche“ aufgestellt
- 1914: Bei der Mobilisierung wurde aus dem Regiment der Stamm seines Reserveregiments errichtet, das „253e régiment d’infanterie“
- 1. Januar 1920: Das Regiment wurde aufgelöst.

## Mestres de camp/Colonels
Mestre de camp war von 1569 bis 1661 und von 1730 bis 1780 die Rangbezeichnung für den Regimentsinhaber und/oder für den mit der Führung des Regiments beauftragten Offizier. Die Bezeichnung „Colonel“ wurde von 1721 bis 1730, von 1791 bis 1793 und ab 1803 geführt.
Nach 1791 gab es keine Regimentsinhaber mehr.
Sollte es sich bei dem Mestre de camp/Colonel um eine Person des Hochadels handeln, die an der Führung des Regiments kein Interesse hatte (wie z. B. der König oder die Königin), so wurde das Kommando dem „Mestre de camp lieutenant“ (oder „Mestre de camp en second“) respektive dem „Colonel-lieutenant“ oder „Colonel en second“ überlassen.
[...]
- 27. Juli 1809 – Ende 1811: Pierre André Grobon

[...]
- 1870: Lieutenant-Colonel Brémens

[...]
- 1914: Colonel Alfred-Louis-Achille Arbanère[1]

[...]

## Garnisonen und Einsatzgeschichte

### Ancien Régime
- 1658: Garnison in Straßburg

### Pfälzischer Erbfolgekrieg (1688–1697)
1690: Während des  Pfälzischen Erbfolgekrieges, verlegte das Regiment in die Basse-Provence, um zusammen mit der Miliz, das von den Piemontesen belagerte   Zitadelle von Seyne zu entsetzen. Es kam dabei zu keinen Kampfhandlungen, da die Belagerer vorher abgezogen waren.

### Spanischer Erbfolgekrieg (1701–1713)
1705: Am 18. Juli verteidigte das Regiment im Brigadeverband mit dem Régiment de La Marck die „Lignes de Flandre“

### Polnischer Thronfolgekrieg  (1733–1738)
1733: Am 12. November marschiert es mit dem Régiment de Pons, dem Régiment de La Marine und dem Régiment de Royal-Bavière in die Markgrafschaft Baden um hier die Arbeiten an den Erdwerken abzuschließen, die die Brücke über den Rhein decken sollten.

### Österreichischer Erbfolgekrieg (1740–1748)
1741:  Verteidigung von Písek. Am 18. Dezember unternahmen die Österreicher einen plötzlichen Angriff auf den Vorort vor dem Budweiser Tor. Sie drangen durch die geöffneten Barrieren in die Vorstadt ein, wo sie von den „l’Alsace“ und den Regimentern La Marine und La Reine mit mörderischem Abwehrfeuer aus den Häusern empfangen wurden. Die Angreifer zogen sich im Schutz der Nacht zurück. Am nächsten Morgen schickte der Maréchal de Broglié eine Truppe zur Beobachtung der Österreicher aus, die aus 300 Kavalleristen und vier Grenadierkompanien (zwei von „La Marine“, eine von „La Reine“ und eine von „l’Alsace“) bestand. Diese Truppe ging sehr leichtsinnig vor, wurde von der österreichischen Nachhut eingekesselt und vernichtet

### Siebenjähriger Krieg (1756–1763)

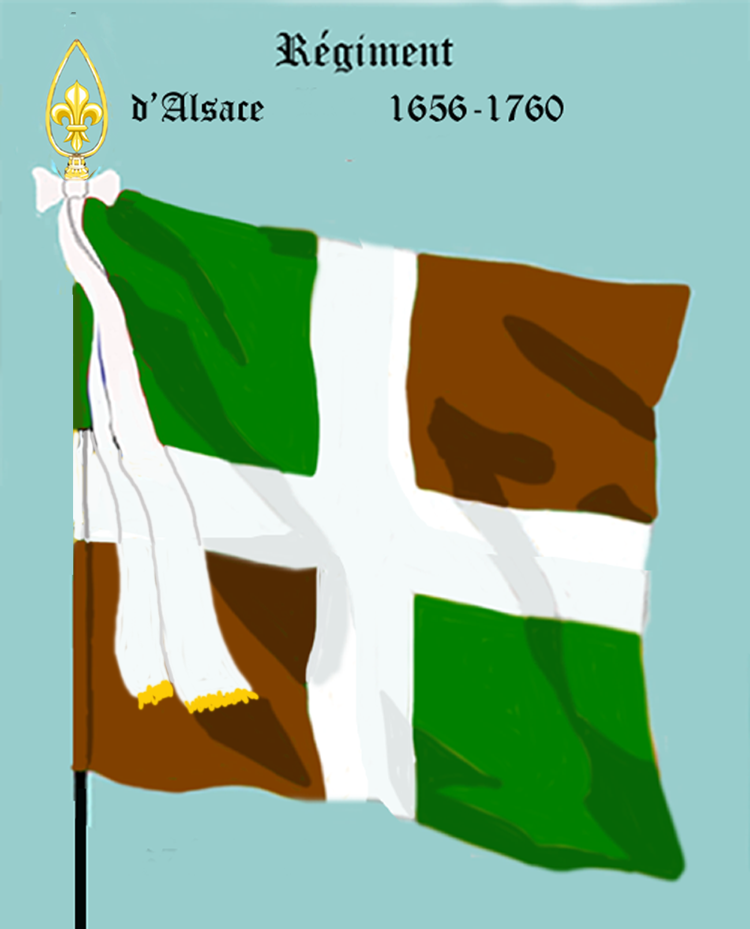
Fahne des königlichen Regiments bis 1760

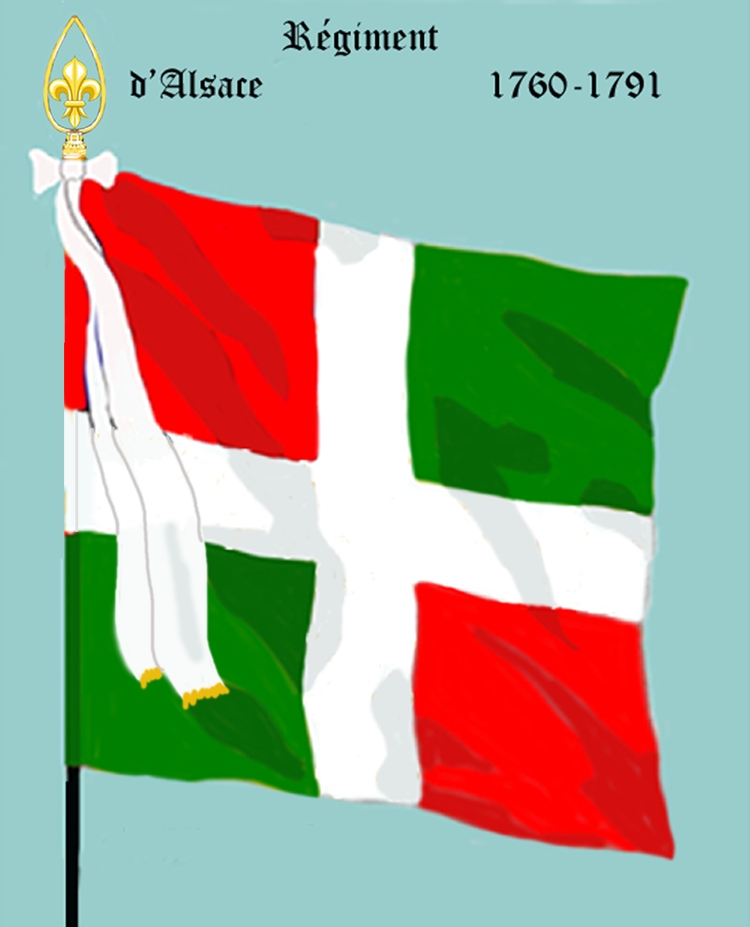
Fahne des königlichen Regiments 1760–1791

1760: Schlacht bei Kloster Kampen

### Revolutionskriege und Erstes Kaiserreich
- 1. Dezember 1792: Beordert zur „Armée de Moselle“ (Moselarmee) als Einheit der zweiten Linie, Teilnahme an dem Feldzug nach Trier.
- Danach abgestellt zur „Armée du Nord“ (Nordarmee)
- 1793: Abgestellt zur „Armée des Pyrénées orientales“ (Östliche Pyrenäenarmee), Pyrenäenkrieg:
  - Teilnahme an der Schlacht bei  Peyrestortes
- Abgestellt zur Armée de Sambre-et-Meuse
- 1799: Beordert zur  „Armée d’Helvétie“ (Armee in der Schweiz):
  - 25. und 26. September 1799: Zweite Schlacht bei Zürich
- 1800: Bei der Armée d’Italie
  - Feldzug in Tirol
- 1805:
  - Schlacht bei Caldiero
- 1809:
  - Schlacht bei Wagram
- 1812: Russlandfeldzug
  - Schlacht bei Borodino

### 1815–1848
- 1840: Kommandiert nach Algerien stand das Regiment während der nächsten neun Jahre unter dem Befehl der späteren Marschälle Saint-Arnaud und Bosquet. Es erwarb sich den Respekt des Gegners, der Männer von Abd el-Kader

16. August 1844: Schlacht bei Isly (Marokko)

### Zweite Republik
- 1849: Feldzug nach Rom zur Niederschlagung der Römischen Republik

### Zweites Kaiserreich
- 1856: Garnison in Nogent und Auxerre
- 1858–1860: Garnison in Lons-le-Saunier
- 24. Juni 1859: Schlacht bei Solferino
- 1861–1862: Garnison in Besançon
- 1863: Garnison in Givet. Ein Bataillon lag in Reims
- Deutsch-Französischer Krieg

Am 1. August wurde das Regiment der Armée du Rhin (Rheinarmee) zugeteilt. Zusammen mit dem 89e régiment d’infanterie bildete es die 2. Infanteriebrigade unter Général de La Bastide. die zusammen mit der 1. Infanteriebrigade des Général Guiomar, zwei Feldartilleriebatterien zu je vier Geschützen, einer Batterie Mitrailleusen und einer Pionierkompanie die 2. Infanteriedivision unter Général de division Liébert. Diese Division unterstand dem 7. Armeekorps von Général de division Felix Douay.
- 1. September 1870: Einsatz in der Schlacht bei Sedan

#### 1871–1914
- 1871: Garnison in Tarbes
- Teile des Regiments waren nach Algerien und Madagascar abgestellt.
- 1907: Garnison in Perpignan. Zwei Kompanien lagen in Mont-Louis (Östliche Pyrenäen), eine in Collioure und eine weitere im Fort de Bellegarde auf dem Col du Perthus bei Le Perthus

### Erster Weltkrieg
Unterstellt:
- 124e division d’infanterie (124. Infanteriedivision)  von Juni 1915 bis November 1916
- 163e division d’infanterie (163. Infanteriedivision)  von November 1916 bis November 1918

#### 1914
- Kämpfe in der Schlacht bei Mörchingen, Schlacht an der Trouée de Charmes, 4. – 13. September bei Nancy Schlacht am Grand Couronné, und in der Ersten Flandernschlacht bei Ypern.

Der Regimentskommandeur, Colonel Alfred-Louis-Achille Arbanère, verstarb am 20. August 1914 an seiner Verwundung, die er in den Kämpfen um Rorbach-lès-Dieuze erhalten hatte.

#### 1915
- 28. September bis 6. November: Herbstschlacht in der Champagne, Kämpfe am Fort de Beauséjour

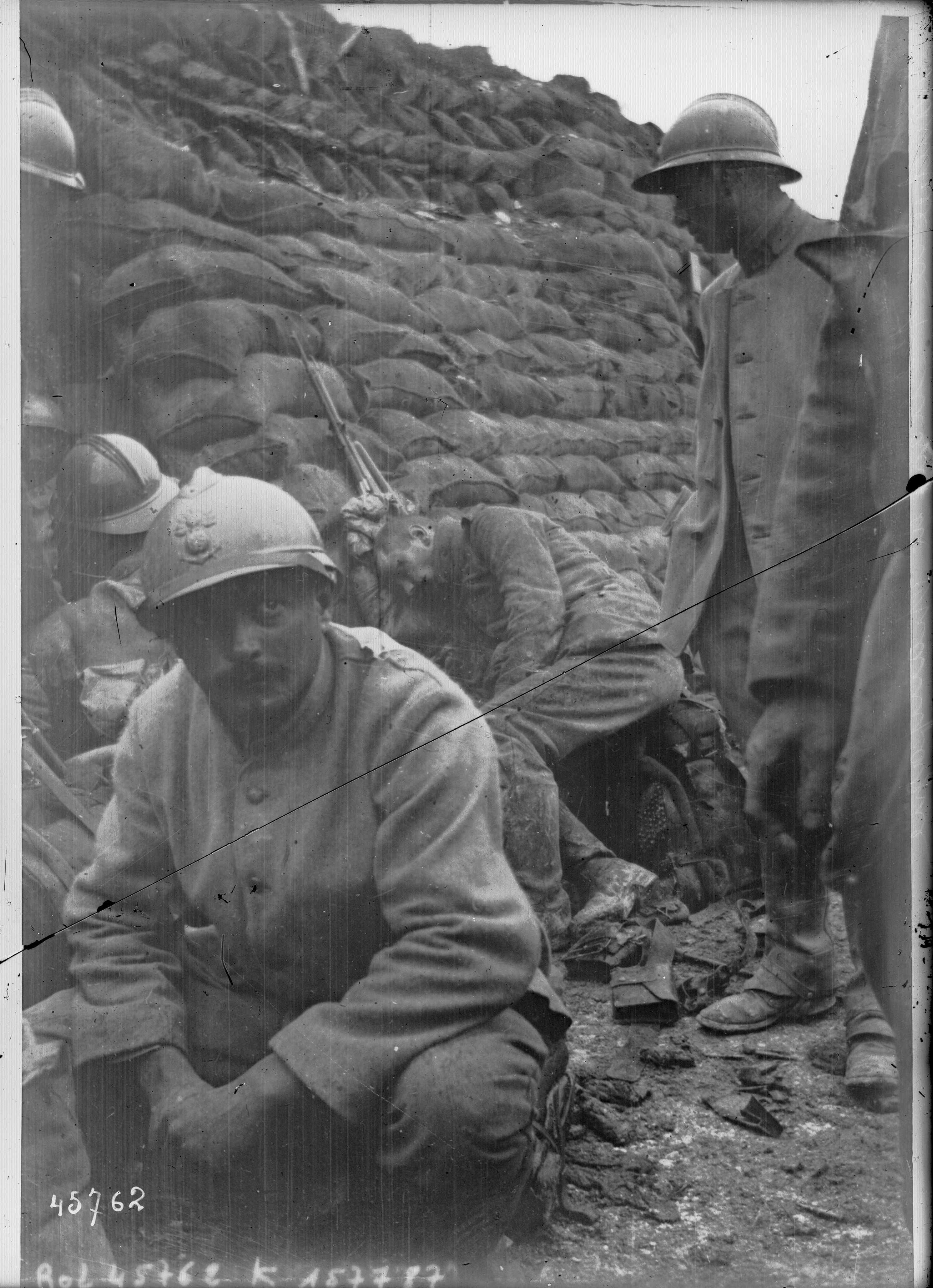
Stellungsgräben in der Champagne 1915

#### 1916
- Schlacht um Verdun, Kämpfe am Fort de Vaux

#### 1917
- Kämpfe bei Les Éparges, bei Mont-Haut und im Caurières-Wald

#### 1918
- Abwehrkämpfe an der Somme  Beginn der Gegenoffensive am 15. Juli.

##### Besondere Ehrung
- Befehl n° 17.356 D4 du GQG vom 15. Mai 1919.

Bataille Germain, Adjudant-chef der Reserve in der 2. Kompanie des 53. Infanterieregiments, Elite-Unteroffizier und Ausbilder, hatte während der schweren Kämpfe am 15. Juli 1918 spontan an der Spitze einiger seiner Männer eine vom Feind gehaltenen Position genommen. Bei dieser Aktion wurde er schwer verwundet und verlor sein rechtes Auge. Er wurde zum Ritter der Ehrenlegion ernannt.

## Nachkriegszeit
Nach dem Waffenstillstand vom 11. November 1918 verblieb das Regiment für einige Tage in den Ardennen und verlegte dann an die Belgisch-französische Grenze. Im März 1919 befand es sich in Compiègne und begann mit der Reduzierung des Personals. Der größte Teil der Reservisten wurde bereits entlassen. In Hazebrouck wurde dann in einer militärischen Zeremonie der Regimentsfahne die ruhmreichen Namen der Schlachten von der Champagne, Verdun und Noyon hinzugefügt. Außerdem erhielt die Einheit die Fourragère mit den farben des Croix de guerre 1914-1918 zugeteilt.
Nachdem das Regiment noch einige Zeit in Tarn in Garnison gelegen hatte, wurde es nach Perpignan zurückbeordert und dort von der Bevölkerung triumphal empfangen.
Letztendlich wurde es ein Opfer der Reduzierung der Streitkräfte und am 1. Januar 1920 aufgelöst.

## Regimentsfahne
Auf der Rückseite der Regimentsfahne sind (seit Napoleonischer Zeit) in goldenen Lettern die Feldzüge und Schlachten aufgeführt, an denen das Regiment ruhmvoll teilgenommen hat.

## Dekorationen
- Das Fahnenband ist mit dem Croix de guerre 1914–1918 mit zwei Palmenzweigen dekoriert (Zweifache lobende Erwähnung im Armeebefehl)

- Die Angehörigen haben das Recht, die Fourragère in den Farben des Croix de guerre 1914–1918 zu tragen.

## Devise
- nach 1757:

## Bekannte Angehörige des Regiments
- Pierre Hugues Victoire Merle
- 1790: Général Nicolas Dahlmann
- 1830: Général de division Eugène Casimir Lebreton (1791–1876)
- (André) Georges Schimberg, Pfarrer in Mailly-Champagne, als Regimentsgeistlicher gefallen für Frankreich am 4. November 1918.[6]

## Uniformen des Ancien Régime

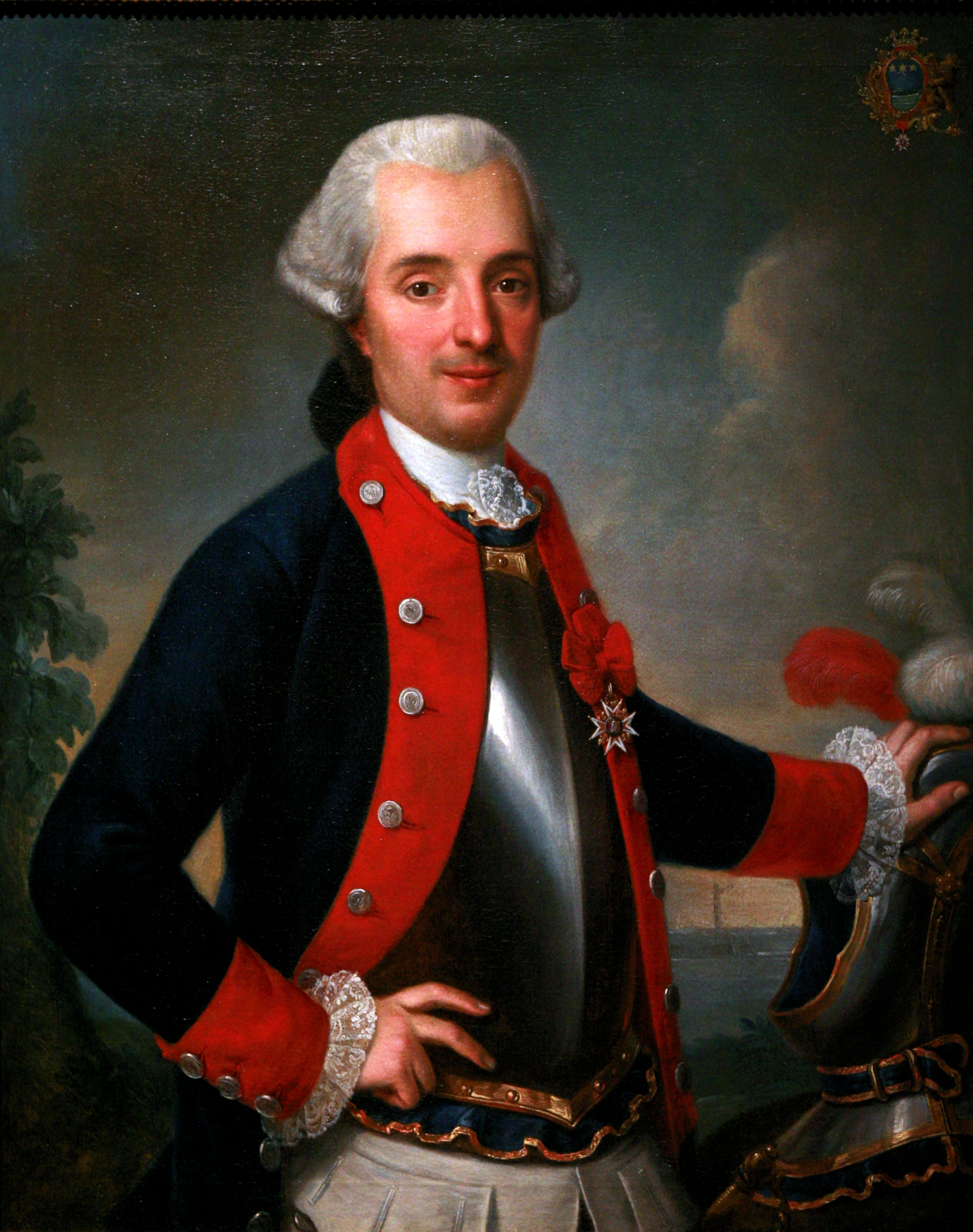
Offizier des Régiment d’Alsace im Jahre 1770.

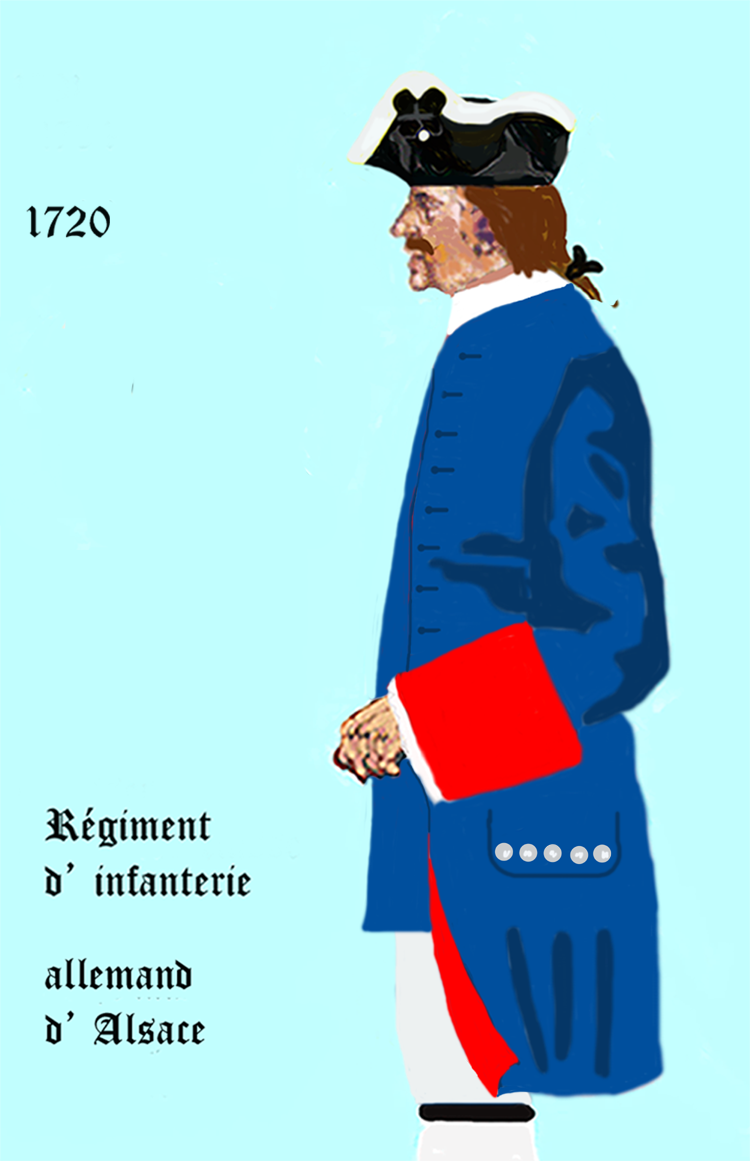
Uniform  von 1720 bis 1734
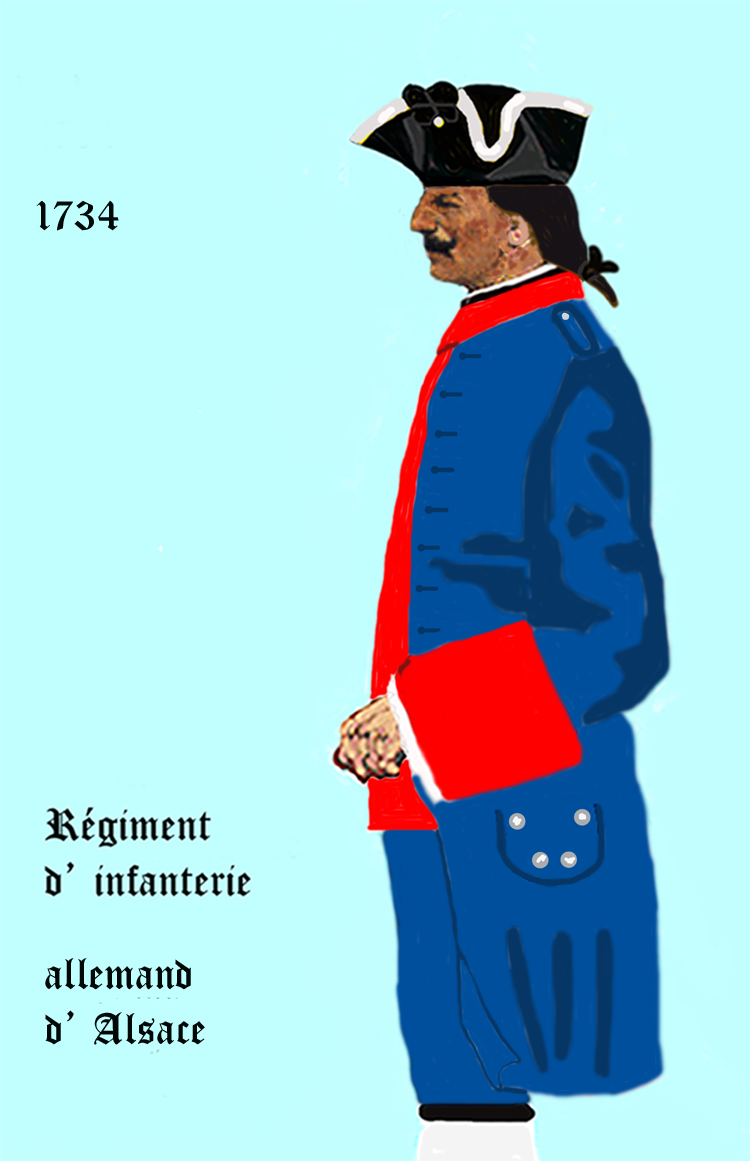
Uniform  von 1734 bis 1762
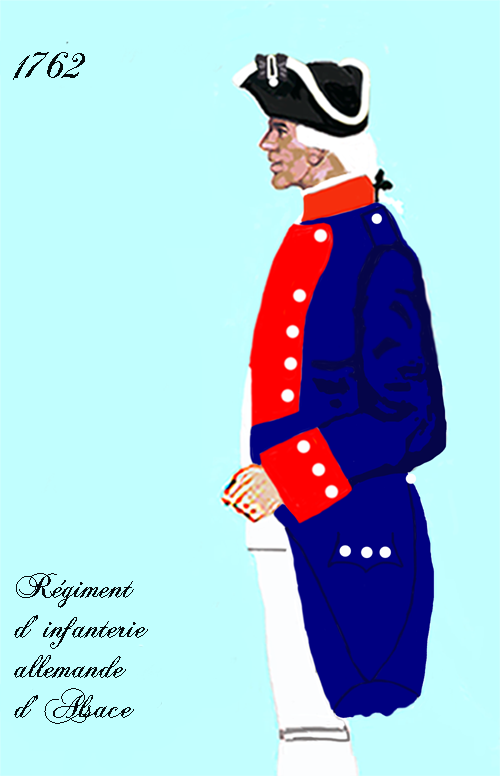
Uniform  von 1762 bis 1767
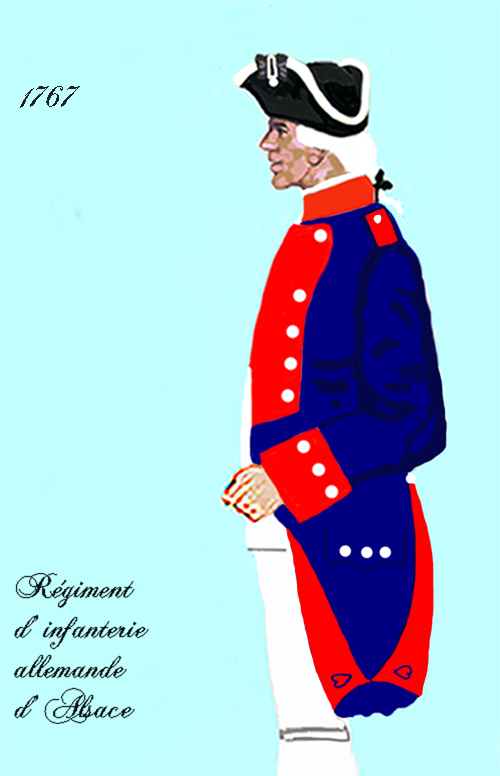
Uniform von 1767 bis 1776
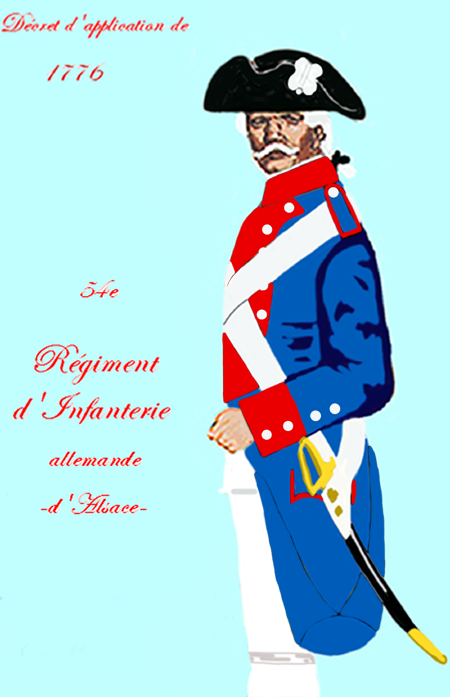
Uniform  von 1776 bis 1791
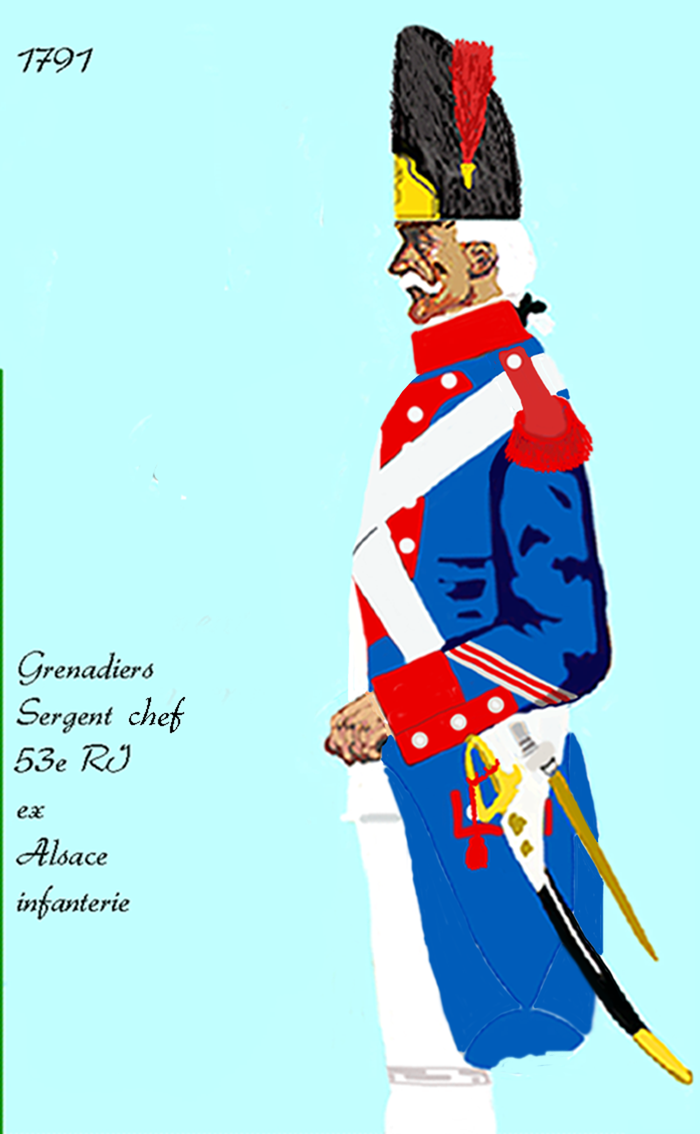
Uniform  1791